# John Mundy (compositor)
John Mundy   (1555 (Gregorià) - Windsor, 29 de juny de 1630) va ser un compositor anglès, virginalista i organista del període del Renaixement.
Fill i deixeble de l'eminent compositor William Mundy, va ser organista al "Eton College" i va succeir a John Merbeck després de la seva mort en 1585 com a organista a la Capella de Sant Jordi de Windsor. Va obtenir un títol de llicenciat en música per la Universitat d'Oxford el 1586 i el seu doctorat el 1624. El 1585 va ser nomenat organista conjunt de "Westminster Abbey" amb Nathaniel Giles, càrrec que va mantenir fins a la seva mort el 1630. Fou nomenat doctor honoris causa per la Universitat d'Oxford el 1624.
Va escriure moltes composicions per a orgue, algunes de les quals es conserven en el Virginal Book de la reina Isabel; madrigals, publicats per T. Morley en la seva col·lecció titulada "Els triomfs d'Oriana", i una col·lecció de salms i càntics religiosos, Songsand Psalms, composed into three, four and five parts, for the use and delight o fall such as either loven orlearm musicke (Londres, 1594).
Mundy va ser un dels primers madrigalistes anglesos